# Basilique Notre-Dame de Dadizele
La Basilique Notre Dame de Dadizele est un édifice religieux dédié à Notre-Dame se trouvant au centre du village de Dadizele, en Flandre Occidentale (Belgique). Construite au XIXe siècle en style néo-gothique, elle remplace une église plus ancienne qui était déjà un lieu de pèlerinage marial au XVe siècle. L’église fut élevée au rang de basilique par Léon XIII en 1882.

## Histoire

### Ancien culte marial
Trois légendes impliquant directement la Vierge Marie sont racontées pour expliquer l’origine du culte marial à Dadizele : l’une concerne le choix de l’endroit, la deuxième, la consécration de la première chapelle et la troisième, le chant de l’office de matines de la fête de Noël.

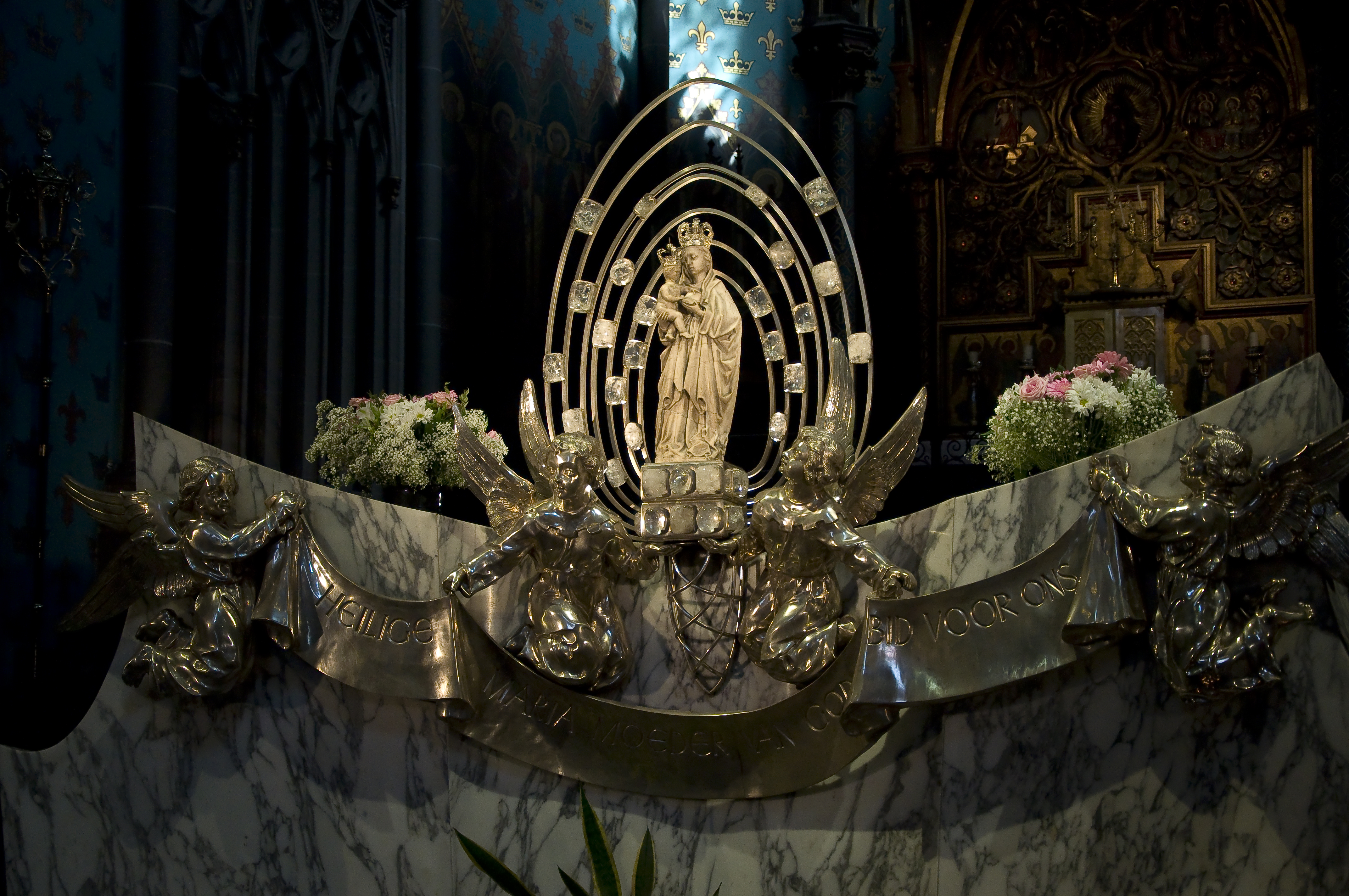
Notre-Dame de Dadizele

Quoi qu’il en soit, un manuscrit de 1147 mentionne ce culte à la Vierge Marie, qui remonte sans doute au Xe siècle. Aux XIIIe et XIVe siècles les pèlerins et fidèles qui rendent visite à la Vierge miraculeuse de Dadizele sont nombreux. La chapelle regorge de présents et les seigneurs locaux donnent leur appui.
En 1467, le seigneur Jean de Dadizele met en chantier une église, plus grande que la première chapelle et davantage digne de Notre-Dame de Dadizele, une statue en albâtre de Notre-Dame portant l’Enfant-Jésus sur le bras droit.
En 1566 l’église est pillée par des iconoclastes, et une quinzaine d’années plus tard (1580) elle est incendiée par des soldats écossais alliés des gueux.  Martin de Croix, seigneur de Dadizele reconstruit l’église en 1618. Un siècle et demi plus tard l’église subit à nouveau les ravages de la soldatesque (des soldats français) et est fermée au culte par le pouvoir révolutionnaire français.
Au début du XIXe siècle, la signature du concordat assurant une certaine paix religieuse permet sa réouverture (1801). Pendant ces années troubles, la statue avait été cachée chez d’anciennes religieuses. Au retour de la statue dans l’église les pèlerinages reprennent de plus belle.

### Nouvelle église et basilique

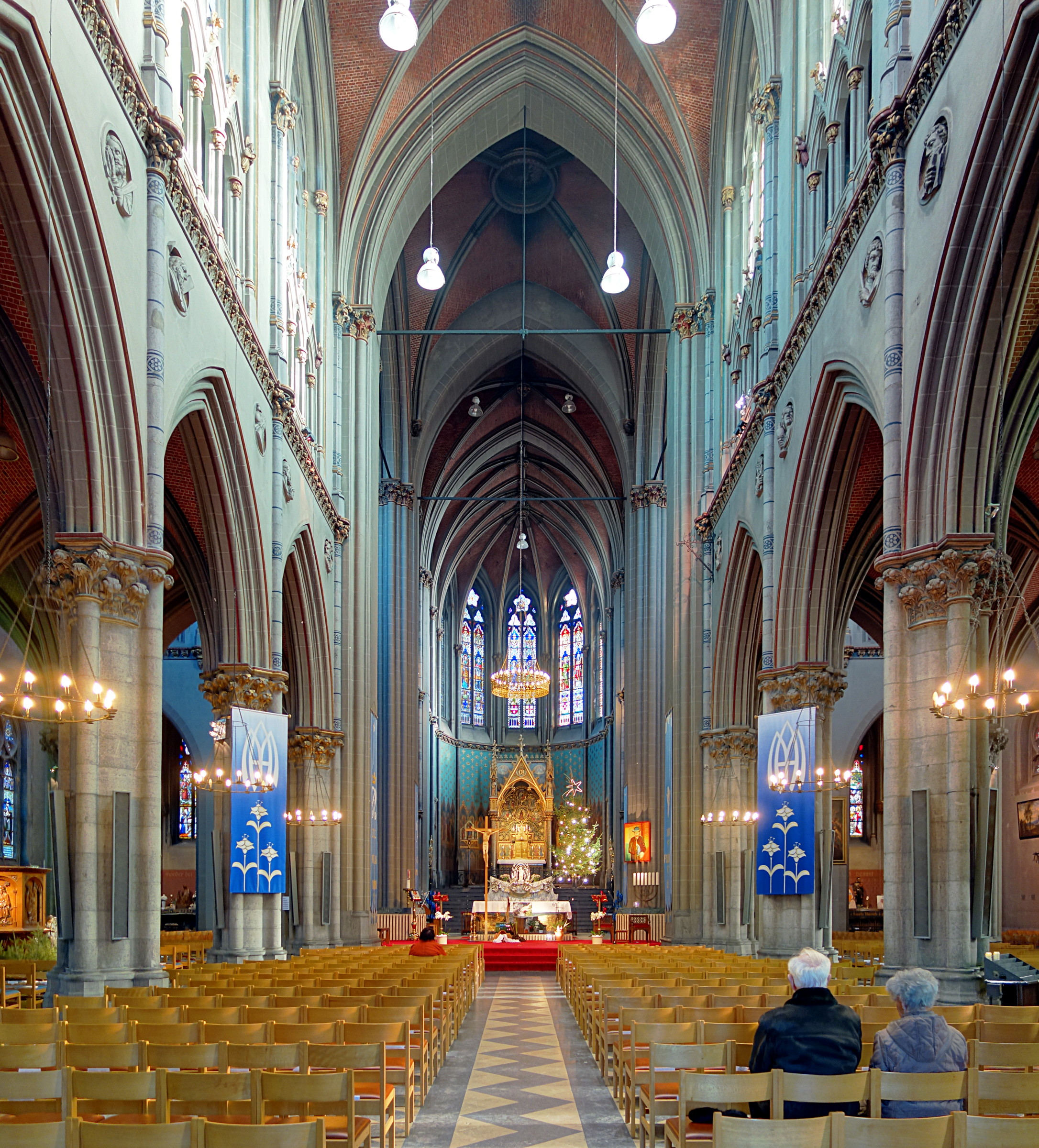
La nef

Le 8 décembre 1854 le pape Pie IX proclame le dogme de l’Immaculée Conception. Mgr Jean-Baptiste Malou, évêque de Bruges décide d’ériger dans son diocèse (qui n’en possédait aucun) un sanctuaire en l’honneur de la Vierge-Marie. Le choix se porte sur Dadizele où le culte marial a déjà une longue tradition. Le projet est confié à l’architecte anglais Edward Welby Pugin qui conçoit une église monumentale de style néo-gothique. L’ancienne église est démolie et la première pierre de la nouvelle est posée le 8 septembre 1857. Dix ans plus tard, le 1er septembre 1867 on y célèbre la messe pour la première fois. Les travaux continuent jusqu’en 1880.
Le 31 janvier 1882 par un bref de Léon XIII, l’église est élevée au rang de ‘Basilique mineure’.  C’est la deuxième basilique (et seule mariale) du diocèse de Bruges. La première étant la basilique du Saint-Sang,  à Bruges même. Le 20 avril 1902 la statue miraculeuse de Notre-Dame est couronnée par Mgr Gustave Waffelaert, évêque de Bruges.
Même s’ils sont moins nombreux qu’auparavant la basilique Notre-Dame de Dadizele continue à attirer de nombreux pèlerins, particulièrement durant les mois de mai et de septembre (la neuvaine de septembre). Deux processions y ont lieu : la grande, sur un parcours de 4,3 km visite les 14 stations traditionnelles du Chemin de croix.  La petite (1,7 km) est un ‘chemin des 7 douleurs’ de la Vierge-Marie.

## Patrimoine

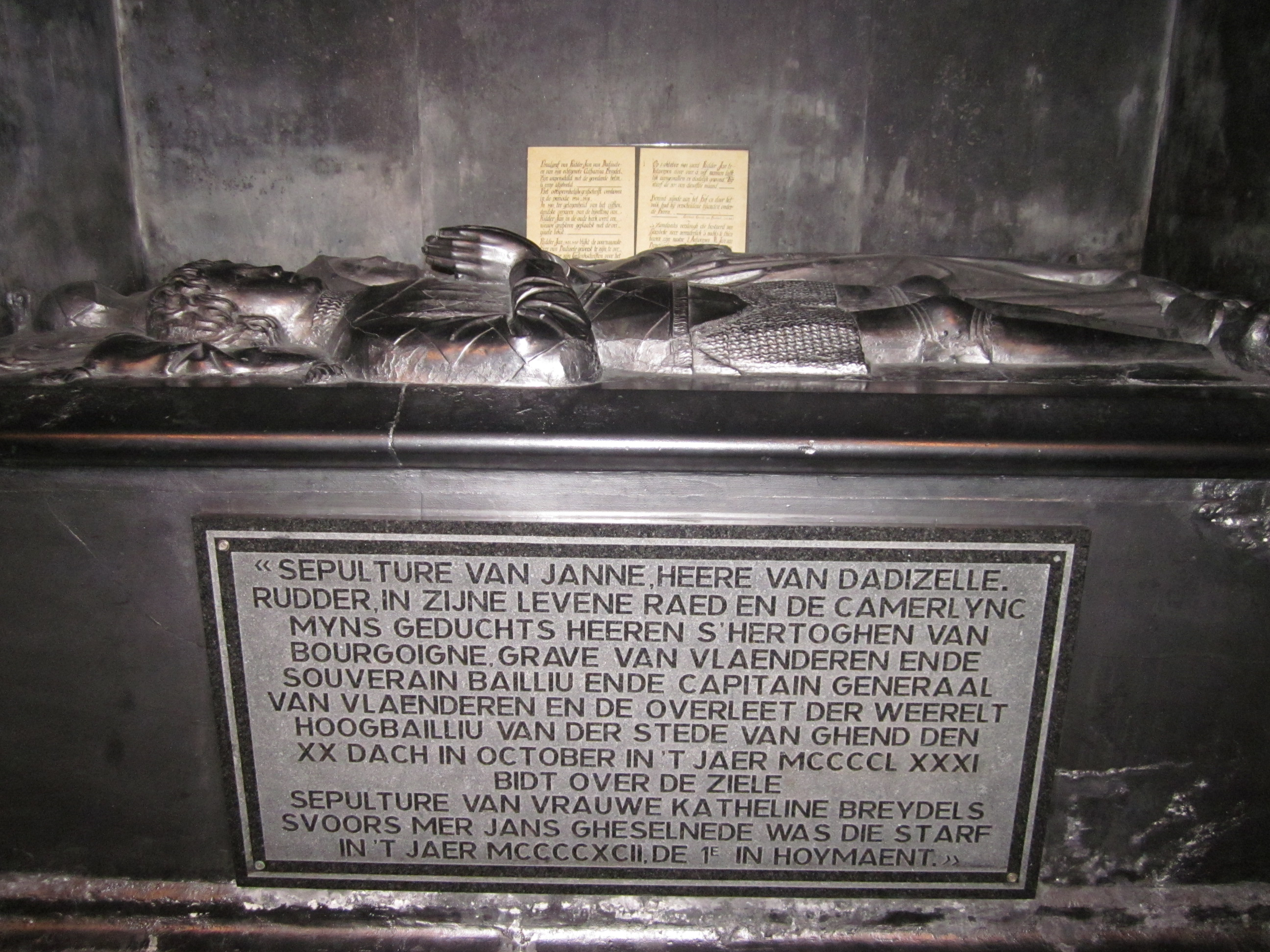
Sarcophage de Jean de Dadizele

- La statue de Notre-Dame est en albâtre et date du Moyen Âge. Elle mesure 50 cm. La Vierge, qui porte l’Enfant-Jésus sur le bras droit porte des vêtements gothiques. tous deux sont couronnés.
- Le maître-autel est dédié à l’Immaculée Conception. Il est surmonté d’un ciborium (baldaquin)  riche en symboles mariaux. Au centre des douze branches issues de l’arbre de Jessé trône la statue de Notre-Dame. La basilique contient cinq autres autels dont quatre sont polychromes.
- Dans la crypte, sous le maître-autel repose le chevalier Jean de Dadizele (Jan van Veerdeghem) et son épouse, Catherine Breydel (XVe siècle). Son casque, ses gants de fer et éperons y sont conservés. Un autre seigneur de Dadizele repose dans la crypte: Ignace-Ferdinand de Croix. Tous deux, à des époques différentes, furent associés au développement du sanctuaire marial.